# Marcelo Carrusca
Marcelo Adrian Carrusca (La Plata, 1er septembre 1983 - ) est un footballeur argentin. Il évolue actuellement à Western Sydney Wanderers FC.
Il a commencé à jouer avec l'équipe premier d'Estudiantes à l'âge de 17 ans.
Il est montré comme l'un des prodiges argentins avec Gago et Gonzalo Higuaín, par les argentins et surtout par Maradona.
Il fut transféré à Galatasaray après 5 saisons passées en Argentine et il signa pour 4 ans et 1,8 million €.
Au début juillet il fut prêté au club Cruz Azul du Mexique pour une période d'un an.

## Carrière
- 2001-2006 :  Estudiantes LP
- 2006-2009 :  Galatasaray
  - 2008-2009 :  CD Cruz Azul (Prêt)
- 2009-2012 en football :  Estudiantes LP
  - 2010-2011 :  CA Banfield (prêt)
  - 2011-2012 :  CA San Martin San Juan (prêt)
- 2012-sep. 2017 :  Adelaide United
- sep. 2017-jan. 2018 :  Melbourne City FC
- depuis jan. 2018 :  Western Sydney Wanderers FC

## Palmarès
- Champion de Turquie en 2008 avec Galatasaray SK.
- Champion d'Australie en 2016 avec Adelaide United